# Серобрюхая мышиная тимелия
Серобрю́хая мыши́ная тиме́лия (лат. Kakamega  poliothorax) — вид птиц из семейства Modulatricidae отряда воробьинообразных, единственный в роде Kakamega.

## Ареал
Ареал серобрюхой мышиной тимелии охватывает Бурунди, Камерун, Конго, Экваториальную Гвинею, Кению, Нигерию, Руанду и Уганду. Тимелия встречается в тропических и субтропических туманных лесах. Включена в Красный список угрожаемых видов МСОП.